# Ксенте
Ксенте (пол. Księte) — село в Польщі, у гміні Сведзебня Бродницького повіту Куявсько-Поморського воєводства.
Населення — 313 осіб (2011).
У 1975-1998 роках село належало до Торунського воєводства.

## Демографія
Демографічна структура станом на 31 березня 2011 року:
|          | Загалом | Допрацездатний вік | Працездатний вік | Постпрацездатний вік |
| -------- | ------- | ------------------ | ---------------- | -------------------- |
| Чоловіки | 166     | 28                 | 117              | 21                   |
| Жінки    | 147     | 25                 | 81               | 41                   |
| Разом    | 313     | 53                 | 198              | 62                   |